# Johanne Martel-Pelletier
Johanne Martel-Pelletier (* 20. April 1952 in Saint-Jean, Quebec, Kanada) ist eine kanadische Medizinerin in der Arthritis-Forschung (Pathophysiologie und molekulare Mechanismen der Arthritis und Therapie).
Martel-Pelletier studierte Molekularbiologie (Bachelor 1973) und Medizin (Masterabschluss 1975) an der Universität Montreal, wo sie 1979 promoviert wurde. 1979 bis 1981 war sie in der Rheumaforschung an der University of Miami.
Sie ist Professorin an der Universität Montreal, wo sie mit ihrem Ehemann Jean-Pierre Pelletier die Forschungsgruppe für Osteoarthritis leitet.
2010 erhielt sie mit Jean-Pierre Pelletier und Reinhold Ganz den König-Faisal-Preis für Medizin.

## Schriften
- Reginster, Pelletier, Martel-Pelletier, Henrotin (Hrsg.): Experimental and Clinical aspects of Osteoarthritis. Springer, 1999.